# Gran Premio d'Italia 1922

Il tracciato del Gran Premio d'Italia del 1922

Il Gran Premio d'Italia 1922 fu la II edizione del Gran Premio d'Italia, la prima a svolgersi sul neonato Autodromo nazionale di Monza. La gara fu disputata il 10 settembre 1922 e fu vinta da Pietro Bordino.

## Le prove
Il primo Gran Premio della storia monzese non iniziò con grande fortuna. Durante le prove del sabato il pilota tedesco Gregor Kuhn uscì di pista a causa dell'eccessiva velocità. L'Austro-Daimler "Sasha" di Kuhn, progettata da Ferdinand Porsche, superò i sacchi di sabbia e lo steccato di protezione, proiettando i due occupanti fuori dall'abitacolo. Kuhn morì sul colpo e il suo meccanico, Roberto Felder, se la cavò con qualche escoriazione. In segno di lutto, il direttore sportivo del team, Sascha Kolowrat-Krakowsky, ritirò la squadra dalla gara, imitato dalla squadra Mercedes-Benz.
Non erano gli unici ritiri, essendo stati preceduti dal ritiro della squadra Bianchi, portacolori di Milano, la quale dichiarò di non essere riuscita a preparare le vetture per tempo. In verità è assai probabile che i ritiri fossero causati dall'impossibilità di competere con la nuova e potentissima vettura da corsa messa in campo dalla FIAT.
Nella tarda mattinata scesero in pista anche la Bugatti T30 di Pierre de Vizcaya e la Fiat 804 di Pietro Bordino. Da esperto ex corridore, Ettore Bugatti comprese subito che le sue macchine non avevano alcuna chance di battere le FIAT, tanta era la differenza di prestazioni, e annunciò il ritiro della squadra. La notizia gettò nello sconforto gli organizzatori che rischiavano di perdere anche l'ultima delle scuderie di punta straniere. In serata, una squadra fascista si recò nell'appartamento di Bugatti. I sette, qualificatisi come "Commissari del pubblico", erano venuti per convincere Bugatti ad annullare il ritiro, facendo appello alla sua italianità e, se necessario, anche con le minacce. Dopo lunga discussione, Bugatti accettò di far correre una sola delle sue vetture.

## La gara
Già numerosa al sabato, nella domenica di gara la folla divenne strabocchevole. Circa 200.000 spettatori provenienti da tutta Europa, compresi 2.000 operai FIAT giunti da Torino con un treno speciale, messo a disposizione dall'azienda affinché le maestranze potessero condividere la gloria sportiva dovuta ai loro sforzi lavorativi.
Dei 31 iscritti, falcidiati dai ritiri, solamente otto concorrenti di presentarono sulla linea di partenza. La bandiera a scacchi segnò l'avvio della gara e, contemporaneamente, l'inizio della pioggia che accompagnò la prima parte della competizione.
La Fiat di Enrico Giaccone non riuscì a muoversi per la rottura della frizione e fu spinta ai box dai meccanici. Pietro Bordino, invece, riuscì a prendere la testa della gara già alla prima curva, tallonato dal compagno di squadra Felice Nazzaro.
Nelle identiche posizioni, salvo i temporanei avvicendamenti dovuti ai pit stop per il rifornimento di carburante, il "Diavolo rosso" e il "Cronometro umano" percorsero gli 80 giri del circuito, lungo 10 km, per un totale di 800 km.
La media del vincitore Bordino fu di 139,86 km/h, che realizzò anche il giro più veloce con il tempo di 4'05"0, alla media di 146,51 km/h.
I premi messi in palio erano considerevoli e consistevano in due eguali medaglie d'oro commemorative, accompagnate dalle somme di 30.000 e 40.000 Lire, rispettivamente per il terzo e il secondo classificati. Al vincitore spettavano 100.000 Lire (equivalenti a circa 100.000 euro del 2019) e una preziosa riproduzione della corona ferrea, conservata del duomo cittadino, che aveva cinto il capo, tra i tanti, di Carlo Magno, Carlo V e Napoleone. Si trattava di un omaggio simbolico destinato a indicare Monza quale tempio della velocità che, tuttavia, non ebbe luogo. Timoroso che tale pubblica incoronazione potesse rappresentare un vilipendio alla monarchia, il Governo la proibì con un telegramma inviato, poche ore prima della cerimonia, dal sottosegretario Luigi Siciliani.

## Classifica
| Pos. | Nº | Pilota                       | Auto               | Giri | Tempo/ Causa ritiro        |
| ---- | -- | ---------------------------- | ------------------ | ---- | -------------------------- |
| 1    | 18 | Pietro Bordino               | Fiat 804           | 80   | 5h43m13                    |
| 2    | 5  | Felice Nazzaro               | Fiat 804           | 80   | 5h51m35                    |
| 3    | 16 | Pierre de Vizcaya            | Bugatti T30        | 76   | + 4 giri                   |
| Rit  | 9  | Guido Meregalli              | Diatto 4DC         | 52   | Guasto meccanico           |
| Rit  | 22 | Alfieri Maserati             | Diatto 4DC         | 27   | Incidente                  |
| Rit  | 20 | Franz Heim                   | Heim               | 16   | Ritirato                   |
| Rit  | 31 | Reinhold Stahl               | Heim               | 7    | Ritirato                   |
| Rit  | 29 | Enrico Giaccone              | Fiat 804           | 0    | Trasmissione               |
| NP   | 37 | Gregor Kuhn                  | Austro-Daimler     | 0    | Incidente mortale in prova |
| NP   | 1  | Jules Goux                   | Ballot 2LS         | 0    | Non Partito                |
| NP   | 2  | Jean Chassagne               | Sunbeam            | 0    | Non Partito                |
| NP   | 3  | Ernest Friderich             | Bugatti T30        | 0    | Non Partito                |
| NP   | 4  | Max Sailer                   | Mercedes-Benz      | 0    | Non Partito                |
| NP   | 6  | Eugenio Silvani              | Bianchi 18         | 0    | Non Partito                |
| NP   | 7  | Arthur Henney                | Heim               | 0    | Non Partito                |
| NP   | 12 | Albert Guyot                 | Rolland-Pilain A22 | 0    | Non Partito                |
| NP   | 13 | René Thomas                  | Delage 2LCV        | 0    | Non Partito                |
| NP   | 14 | Giulio Foresti               | Ballot 2LS         | 0    | Non Partito                |
| NP   | 15 | Henry Segrave                | Sunbeam            | 0    | Non Partito                |
| NP   | 17 | Christian Lautenschlager     | Mercedes-Benz      | 0    | Non Partito                |
| NP   | 19 | Meo Costantini               | Bianchi 18         | 0    | Non Partito                |
| NP   | 25 | Victor Hemery                | Rolland-Pilain A22 | 0    | Non Partito                |
| NP   | 26 | Kenelm Lee Guinness          | Sunbeam            | 0    | Non Partito                |
| NP   | 27 | Pierre Marco                 | Bugatti T30        | 0    | Non Partito                |
| NP   | 28 | Otto Salzer                  | Mercedes-Benz      | 0    | Non Partito                |
| NP   | 30 | Caberto Conelli              | Bianchi            | 0    | Non Partito                |
| NP   | 35 | Louis Wagner                 | Rolland-Pilain A22 | 0    | Non Partito                |
| NP   | 36 | Jacques Mones-Maury          | Bugatti T30        | 0    | Non Partito                |
| NP   | 39 | Jean-Philippe Sadi-le-Cointe | Rolland-Pilain A22 | 0    | Non Partito                |
| WD   | 8  | Alfred Neubauer              | Austro-Daimler     | 0    | Iscrizione annullata       |
| WD   | 32 | Lambert Pocher               | Austro-Daimler     | 0    | Iscrizione annullata       |